# Portrait de jeune homme (Raphaël, perdu)
Pour les articles homonymes, voir Portrait de jeune homme.

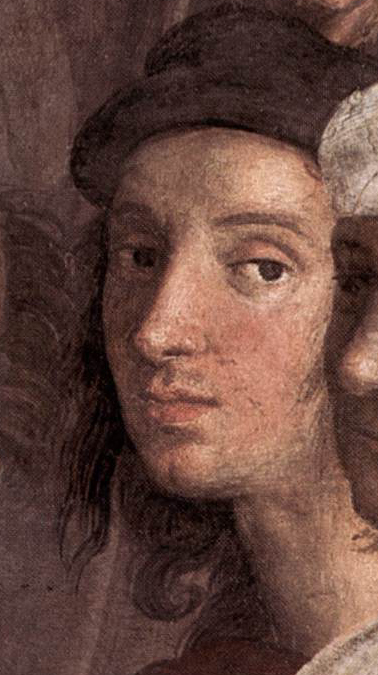
Autoportrait de Raphaël, fresque L'École d'Athènes, identifié par Giorgio Vasari.

Le Portrait de jeune homme est une peinture à l'huile sur bois (75 × 59 cm), datant de 1513-1514 environ, du peintre Raphaël, conservée au musée Czartoryski de Cracovie jusqu'en 1939. La trace du tableau a été définitivement perdue en 1945.

## Histoire
Le tableau a été probablement réalisé lors de la période romaine de l'artiste (1514 environ).
Le personnage représenté est inconnu, mais de nombreux chercheurs considèrent[Lesquels ?] qu'il s'agit d'un autoportrait de Raphaël. En effet les traits du visage sont considérés par beaucoup comme compatibles avec ceux de l'incontestable autoportrait de Raphaël de L'École d'Athènes du Vatican, identifié comme tel par Giorgio Vasari.
En 1798, le fils de la princesse Izabela Czartoryska, le prince Adam Jerzy Czartoryski, a voyagé en Italie et a acquis la peinture avec celle de La Dame à l'hermine de Léonard de Vinci ainsi que de nombreuses antiquités romaines.
En 1939, Hans Frank, un nazi nommé gouverneur de Pologne par Hitler, par principe de la spoliation par Kunstschutz, l'a confisqué au musée Czartoryski de Cracovie, avec une peinture de Rembrandt et la Dame à l'hermine. Les trois tableaux ont été utilisés pour décorer sa résidence. C'est l'endroit où le Portrait de jeune homme a été vu pour la dernière fois en 1945.
Lorsque Frank a été arrêté par les alliés en mars 1945, les œuvres de Léonard de Vinci et de Rembrandt ont été trouvées en sa possession, mais pas celle de Raphaël qui n'a pas été revue depuis.
Daniel Wildenstein raconte avoir rencontré un éditeur d'art qui avait publié l'article d'un historien polonais qui devait connaître l'identité de la personne en possession du tableau mais qui a refusé de dévoiler le nom.

## Description
Le personnage est représenté  en buste, de trois quarts regardant le spectateur, portant une coiffe noire tombant sur la nuque, couvrant une chevelure abondante et crépue, tombant sur les épaules. Sur le front on aperçoit une raie séparant les cheveux au milieu.
Le portrait montre un jeune homme richement vêtu et « digne de toute confiance ». Portant sur son épaule gauche une riche peau sur une large chemise bouffante blanche, il est assis sur un banc adossé à un mur brun dont la seule ouverture, de petites dimensions, se situe sur la partie haute à droite, laissant entrevoir un paysage composé d'arbres, de lacs, avec une ville fortifiée et des montagnes se fondant au loin dans un ciel clair.

## Analyse
Les historiens d'art modernes suggèrent que la peinture de Cracovie représenterait une femme. S'il s'agit d'un autoportrait, aucun indice n'indique la profession du peintre.